# André Pops

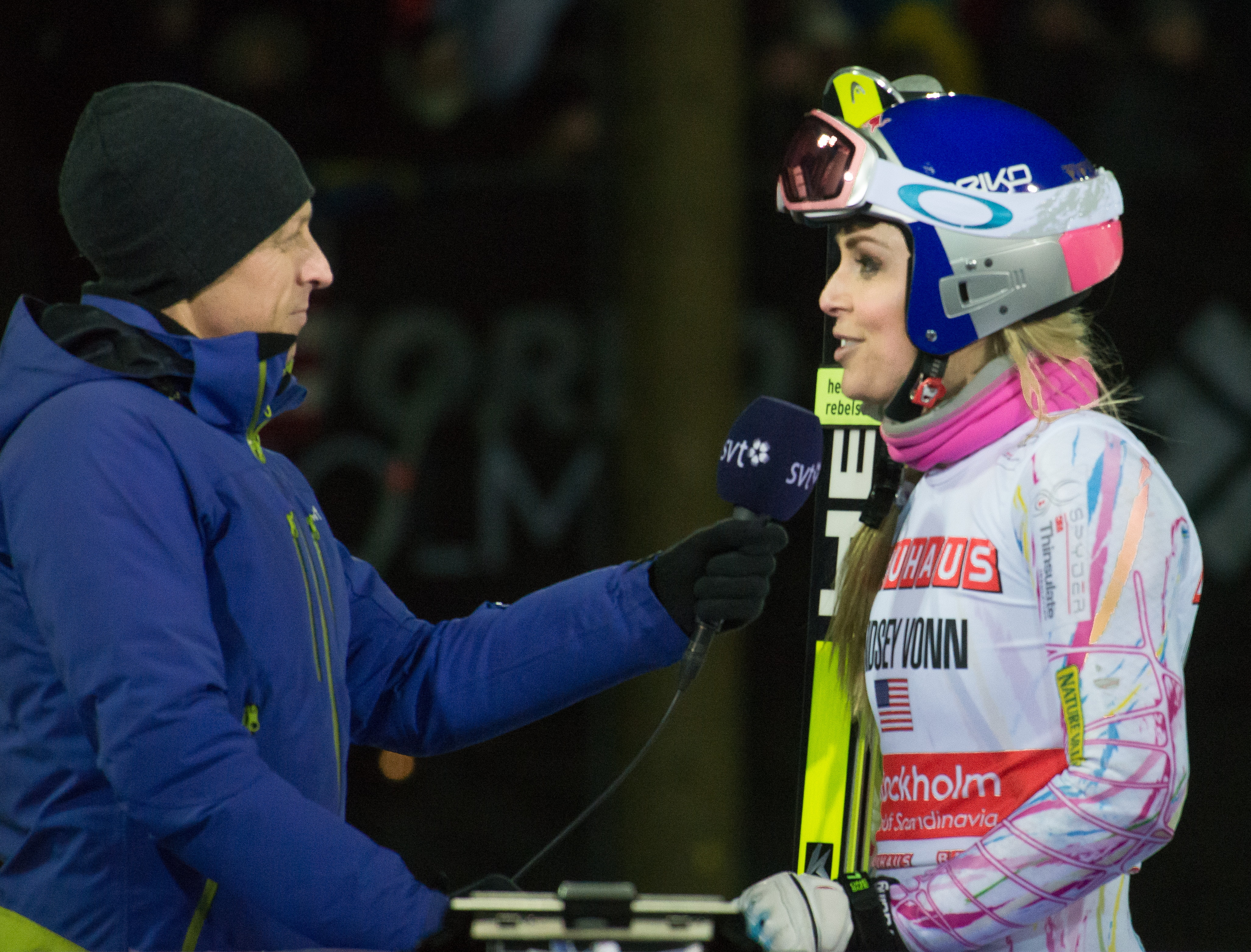
André Pops intervjuar Lindsey Vonn under Världscupen i alpin skidåkning 2015/2016 i Hammarbybacken i Stockholm 2016.

André Pops, född 7 oktober 1972 i Eskilstuna, är en svensk programledare och sportkommentator som arbetar på Sveriges Television.

## Biografi
André Pops är född och uppvuxen i Eskilstuna, men flyttade till Stockholm 1997. Han har estniskt påbrå, då hans far och farföräldrar flydde från Estland till Sverige under andra världskriget. Pops är gift och har fyra barn.

## SVT-sporten
Pops studerade journalistik på JMK, Stockholms universitet. Han praktiserade under tiden på TV-sporten, där han senare blev anställd. Han är programledare för bland annat Vinterstudion, som sänds i SVT på vintrarna, och var det även för Olympiska vinterstudion, som sändes under OS i Vancouver 2010. Pops har fått stor uppmärksamhet för sina intervjuinsatser under såväl olympiska spel som världsomspännande mästerskap i fotboll, friidrott och alpin skidåkning. År 2012 ledde han sändningarna från fotbolls-EM i Polen och Ukraina och några veckor senare för OS i London. Vid fotbolls-VM 2014 var han på nytt den som ledde SVT:s studiobevakning.

## Övrigt programledarskap
Pops var bisittare i Melodifestivalen 2007 och svensk röstlämnare i den påföljande europeiska finalen. Han var också programledare i SVT:s sändningar från Sveriges nationaldagsfirande 2009; då biträdd av Marie Serneholt.
André Pops valdes till årets julvärd i SVT 2010. När tidningen Expressen samma år, till sina läsare på webben, ställde frågan "Vem är din favoritjulvärd?" fick Pops flest röster.
Tillsammans med Susanna Kallur programledde han SVT:s familjetävlingsprogramserie Sveriges starkaste familj 2020.

## Författarskap
2012 debuterade Pops som författare med barnboken Vinterkampen (Pintxo Förlag).

## Priser
Vid Kristallengalorna 2010, 2011, 2012, 2013, 2014 och 2017 vann André Pops en kristall i kategorin "Årets sport-tv-profil", och 2011 fick han utmärkelsen Årets sportjournalist av Sportjournalisternas klubb Stockholm med motiveringen: ”För sin naturligt varma begåvning med kunskap och idrottslig förankring skapa hemtrevnad i skarpt tävlingsläge och med nydanande uppvärmningsprogram i träffsäker ton”.